# .sys
.sys是Microsoft Windows与DOS类操作系统中的一类文件扩展名。Windows 9x多使用VxD驅動程式。基於Windows NT體系架構的Windows NT 4.0及Windows 2000以後作業系統（不包括Windows Me）則使用基於WDM或WDF的驅動程式，副檔名為.sys，但與DOS的真實模式驅動程式有本質不同。
在DOS時代，大多数.sys文件是实模式的设备驱动程序。
但是某些使用.sys扩展名的文件却并非如此：MSDOS.SYS 和 IO.SYS 文件在MS-DOS与Windows 9x中是核心操作系统文件。CONFIG.SYS 文件包含大量配置选项信息（比如指定那些设备驱动将被加载）
在Windows 9x操作系统的电脑中可以找到.sys 文件，这些文件一般放在C:\Windows目录中。在基於Windows NT體系架構的Windows系统中，它们通常放在C:\Windows\system32\drivers子目录或C:\Windows\winsxs中